# Autovía de Castilla

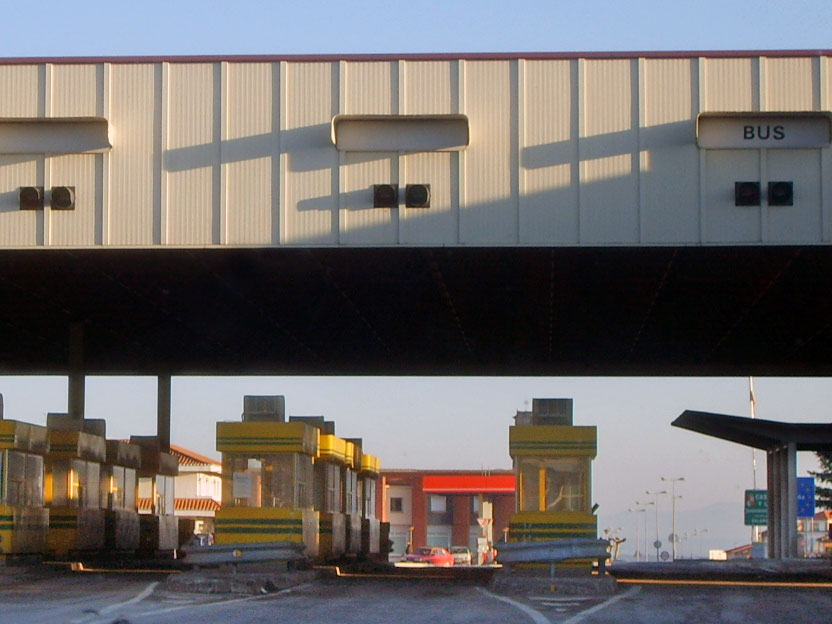
Aduana de Vilar Formoso, fin de la N-620.

La autovía de Castilla o A-62 es una autovía española perteneciente a la Red de Carreteras del Estado que discurre desde Burgos hasta Fuentes de Oñoro (Salamanca), en la frontera con Portugal, a través de las provincias castellanoleonesas de Burgos, Palencia, Valladolid, Zamora y Salamanca. Es parte de la ruta europea E-80. Hasta su construcción, el itinerario debía ser recorrido a través de la N-620.

## Cronología
Se empezó a desdoblar la vieja N-620 en el tramo Valladolid-Venta de Baños-Palencia a mediados de la década de 1980, aunque el tramo Venta de Baños-Palencia forma parte de la autovía Cantabria-Meseta. Este primer tramo entre Palencia y Valladolid, se construyó como un desdoblamiento de la calzada existente, con cruces a nivel y carriles de giro a la izquierda en la mediana. Posteriormente la autovía fue mejorada construyéndose los pasos elevados y las intersecciones a distinto nivel. Más tarde se añadieron sucesivamente los tramos Burgos-Magaz de Pisuerga, Magaz-Venta de Baños, Valladolid-Tordesillas, la ronda Oeste de Valladolid (a modo de variante de esta ciudad) y Tordesillas-Salamanca.
En el año 2003 se abrió un nuevo tramo de esta autovía, desde Salamanca Sur hasta Aldehuela de la Bóveda, y a finales del 2004 se abrió el tramo entre Aldehuela de la Bóveda y Ciudad Rodrigo. En 2007 se inauguró el tramo de la ronda Noroeste de Salamanca que circunvala la ciudad, y cuenta con un tramo común a la autovía Ruta de la Plata (A-66) y a la circunvalación SA-20. En diciembre de 2008 se abrió el tramo entre Ciudad Rodrigo y Fuentes de Oñoro, encontrándose en fase de autorización de obras el tramo de la variante de esta última localidad.
El consejero de Fomento de la Junta de Castilla y León, Antonio Silván, anunció en febrero de 2013 que antes del verano el Ministerio de Transportes, Movilidad y Agenda Urbana licitaría el último tramo de la autovía, al que calificó de «cuello de botella», aunque la relicitación solo fue publicada en enero de 2014 con fecha de previsión de finalización de la obra en febrero o marzo de 2018. Posteriormente, mediante anuncio en el Boletín Oficial del Estado del 27 de diciembre de 2014, se formalizó el contrato de adjudicación del tramo con la Unión Temporal de Empresas contratista —formada por Zarzuela Empresa Constructora, S.A. y COMSA, S.A.U.—. Sin embargo, a pesar de que las obras comenzaron a finales de 2015, se volvieron a parar en mayo de 2016, y problemas en las expropiaciones han hecho que el plazo de finalización se retrase, como mínimo, a abril de 2018. Finalmente, el último tramo de la autovía se abrió al tráfico en diciembre de 2021, tras finalizar Portugal las obras correspondientes al tramo de la A 25 que da continuidad a la A-62 tras la frontera.
Esta autovía es un importante eje de comunicación por carretera de Portugal con Francia a través de Castilla y León y forma parte del corredor europeo Lisboa-Gürbulak (Turquía), junto a la frontera con Irán. Este corredor europeo atraviesa nueve países: Portugal, España, Francia, Italia, Croacia, Montenegro, Serbia, Bulgaria y Turquía.

## Controversia por la denominación
La denominación de la autovía como Autovía de Castilla ha llegado a crear controversias, habiéndose registrado en 2016 preguntas al Gobierno en el Senado de España en las que se solicitaba el cambio de denominación por «inapropiado para las provincias leonesas». En este sentido, el senador Carles Mulet García consideraba que, la denominación debía cambiarse en los tramos que afectan a las provincias de Zamora y Salamanca.

## Tramos
| Denominación       | Tramo | Kilómetros    | Año servicio |
| ------------------ | --- | ------------- | --- |
| E-80 A-62          | Villagonzalo Pedernales BU-30 - Buniel Tramo original (antigua carretera de circunvalación) Tramo ampliado | 6 6           | 1 carril por sentido: 1984 2 carriles por sentido: 1990 |
| E-80 A-62          | Buniel - Estépar | 7             | 1990 |
| E-80 A-62          | Estépar - Villodrigo | 25            | 1991 |
| E-80 A-62          | Villodrigo - Quintana del Puente | 11,4          | 1990 |
| E-80 A-62          | Quintana del Puente - Torquemada | 17            | 1990 |
| E-80 A-62          | Torquemada - Magaz de Pisuerga | 9             | 1990 |
| E-80 A-62          | Magaz de Pisuerga - Venta de Baños | 12            | 1993 |
| E-80 A-62          | Venta de Baños - Dueñas Norte Tramo original Tramo ampliado | 4,2 4,2       | 2 carriles por sentido: 1986 3 carriles por sentido: Aprobado provisional estudio informativo (pendiente licitación de proyecto)                                       |
| E-80 A-62          | Variante de Dueñas Tramo provisional: Dueñas Norte - Dueñas Sur Tramo original (nueva modificación): Dueñas Norte - Dueñas Sur Tramo ampliado: Dueñas Norte - Dueñas Sur                                                           | 4,1 4,1       | 2 carriles por sentido: 1986 2 carriles por sentido: 1987 3 carriles por sentido: Aprobado provisional estudio informativo (pendiente licitación de proyecto)          |
| E-80 A-62          | Dueñas Sur - Cigales Tramo original Tramo ampliado | 17,9 21,7     | 2 carriles por sentido: 1986 3 carriles por sentido: Aprobado proyecto de trazado (pendiente licitación de obras)                                                      |
| E-80 A-62          | Ronda Oeste de Valladolid Tramo original: Cigales - Arroyo de la Encomienda Tramo ampliado: Cigales - Arroyo de la Encomienda | 13,7 13,7     | 2 carriles por sentido: 1993 3 carriles por sentido: Aprobado proyecto de trazado (pendiente licitación de obras)                                                      |
| E-80 A-62 A-11     | Arroyo de la Encomienda - Tordesillas Nordeste A-6 Tramo original: Arroyo de la Encomienda - Tordesillas Nordeste A-6 Subtramo ampliado: Arroyo de la Encomienda - Simancas Subtramo ampliado: Simancas - Tordesillas Nordeste A-6 | 21,5 8,7 10,5 | 2 carriles por sentido: 1989 3 carriles por sentido: Aprobada proyecto de trazado 3 carriles por sentido: Aprobado proyecto de trazado (pendiente licitación de obras) |
| E-80 A-62 A-6 A-11 | Variante de Tordesillas Tramo: Tordesillas Nordeste A-6 - Tordesillas Noroeste A-6 Tramo original: Tordesillas Noroeste A-6 - Tordesillas Suroeste Tramo ampliado: Tordesillas Noroeste A-6 - Tordesillas Suroeste                 | 4 2,5 2,5     | 1989 1 carril por sentido: 1989 2 carriles por sentido: 1999 |
| E-80 A-62          | Tordesillas Suroeste - Alaejos | 25,3          | 1999 |
| E-80 A-62          | Alaejos - Cañizal | 20            | 1999 |
| E-80 A-62          | Cañizal - Salamanca Norte A-66 | 33,5          | 1999 |
| E-80 A-62 A-66     | Circunvalación Norte de Salamanca Tramo original: Salamanca Norte - Salamanca Oeste Tramo ampliado: Salamanca Norte - Salamanca Oeste                                                                                              | 12,6 12,6     | 1 carril por sentido: 1989 2 carriles por sentido: 2006 |
| E-80 A-62          | Salamanca Oeste A-66 SA-20 - Aldehuela de la Bóveda | 22,2          | 2003 |
| E-80 A-62          | Aldehuela de la Bóveda - Martín de Yeltes | 25,4          | 2004 |
| E-80 A-62          | Martín de Yeltes - Ciudad Rodrigo Oeste | 32,8          | 2005 |
| E-80 A-62          | Ciudad Rodrigo Oeste - Fuentes de Oñoro | 18            | 2008 |
| E-80 A-62          | Fuentes de Oñoro - Frontera portuguesa Subtramo: N-620 pkm 347 - Área de servicio La Pedresina Subtramo: Área de servicio La Pedresina - Frontera portuguesa                                                                       | 1,85 3,2      | 2019 2021 |

## Salidas
| Velocidad | Esquema | Salida    | Sentido Portugal (ascendente)                                                          | Sentido Burgos (descendente)                                | Carretera              |
| --------- | ------- | --------- | -------------------------------------------------------------------------------------- | ----------------------------------------------------------- | ---------------------- |
|           |         |           | Comienzo de la Autovía de Castilla                                                     | Fin de la Autovía de Castilla                               | BU-30                  |
|           |         | 4         |                                                                                        | BU-30 Burgos (Oeste) León Santander Villalonquéjar          | N-120 A-231 A-73       |
|           |         | 14        | Buniel Burgos (Oeste)                                                                  | Buniel                                                      | N-620a N-120           |
|           |         | 16        | Frandovínez                                                                            | Frandovínez                                                 | BU-V-4045              |
|           |         | 17        | zona de servicio                                                                       |                                                             |                        |
|           |         | 18        | Cavia                                                                                  | Cavia                                                       | BU-V-1003              |
|           |         | 21        | Estépar Quintanilla Somuñó                                                             | Estépar Quintanilla Somuñó                                  | N-620a                 |
|           |         | 24        | Celada del Camino                                                                      | Celada del Camino                                           | N-620a                 |
|           |         |           | área de descanso                                                                       | área de descanso                                            |                        |
|           |         | 30        | Villaldemiro                                                                           | Villaldemiro                                                | BU-P-4041              |
|           |         | 32        | Pampliega Villaquirán de los Infantes                                                  | Pampliega Villaquirán de los Infantes                       | BU-400                 |
|           |         | 35        | Villazopeque                                                                           | Villazopeque                                                |                        |
|           |         | 40        | Villaverde - Mogina Los Balbases                                                       | Villaverde - Mogina Los Balbases                            | BU-V-1011 BU-P-4011    |
|           |         |           |                                                                                        |                                                             |                        |
|           |         |           |                                                                                        |                                                             |                        |
|           |         | 45        | Villodrigo Revilla Vallegera                                                           | Villodrigo Revilla Vallegera                                |                        |
|           |         | 49        | Palenzuela                                                                             | Palenzuela                                                  | P-131                  |
|           |         | 53        | Valbuena de Pisuerga                                                                   | Valbuena de Pisuerga                                        |                        |
|           |         | 55        | Quintana del Puente Lerma Astudillo zona de servicio                                   |                                                             | N-622 P-413            |
|           |         | 56        | Quintana del Puente zona de servicio                                                   | Quintana del Puente Lerma Astudillo zona de servicio        | N-622 P-413            |
|           |         | 58        | Herrera de Valdecañas                                                                  | Herrera de Valdecañas                                       | PP-1322                |
|           |         | 61        |                                                                                        |                                                             |                        |
|           |         | 64        |                                                                                        |                                                             |                        |
|           |         |           | área de descanso                                                                       | área de descanso                                            |                        |
|           |         | 66        | Torquemada Hornillos                                                                   | Torquemada Hornillos                                        | P-130                  |
|           |         | 68        | Torquemada                                                                             | Torquemada                                                  |                        |
|           |         |           |                                                                                        |                                                             |                        |
|           |         | 72        | Valdeolmillos Villamediana                                                             | Valdeolmillos Villamediana                                  |                        |
|           |         | 75        | Magaz Aranda de Duero                                                                  |                                                             |                        |
|           |         | 78        | Palencia Magaz Benavente                                                               | Palencia Baltanas                                           | A-610 CL-619           |
|           |         | 86A       | Villamuriel Palencia                                                                   |                                                             | A-67                   |
|           |         | 86B       | Venta de Baños                                                                         |                                                             |                        |
|           |         | 88        |                                                                                        | Palencia Santander                                          | P-11 A-67              |
|           |         |           |                                                                                        |                                                             |                        |
|           |         | 90        | Venta de Baños                                                                         | Venta de Baños                                              |                        |
|           |         | 92        | Dueñas                                                                                 |                                                             |                        |
|           |         | 94        |                                                                                        | estación ff.cc.                                             |                        |
|           |         | 96        | Dueñas                                                                                 | Dueñas                                                      |                        |
|           |         | 99        | zona industrial                                                                        | zona industrial via de servicio                             |                        |
|           |         |           |                                                                                        |                                                             |                        |
|           |         | 102       | Valoria la Buena Trigueros del Valle Cubillas de Sta. Marta                            | Valoria la Buena Trigueros del Valle Cubillas de Sta. Marta | VA-103 VA-900          |
|           |         | 109       | Cabezón de Pisuerga Corcos del Valle                                                   | Cabezón de Pisuerga Corcos del Valle                        | VA-113                 |
|           |         | 112       | Cigales                                                                                | Cigales                                                     |                        |
|           |         | 113-114   | VA-30 Soria Segovia Olmedo                                                             | VA-30 Soria Segovia Olmedo                                  | A-11 A-601 N-601       |
|           |         | 118       | Valladolid (Norte) Feria de Valladolid                                                 |                                                             |                        |
|           |         | 120       | Valladolid Soria Olmedo                                                                | Valladolid Soria                                            | VA-20 A-11 N-601       |
|           |         | 121       | Fuensaldaña Mucientes Valladolid                                                       | Fuensaldaña Mucientes Valladolid                            | VA-900                 |
|           |         | 125-126   | Valladolid Feria de Valladolid Zaratán León                                            | Valladolid Feria de Valladolid Zaratán León                 | A-60                   |
|           |         | 127       | Parquesol estadio                                                                      | Parquesol estadio                                           |                        |
|           |         | 128       | Parquesol Valladolid (Sur) centro comercial                                            | Parquesol Valladolid (Sur) centro comercial                 | VA-20                  |
|           |         | 129       | Soria Segovia                                                                          | Soria Segovia Olmedo                                        | VA-30                  |
|           |         | 130       | Ciguñuela Arroyo Valladolid                                                            |                                                             |                        |
|           |         | 130B      |                                                                                        | Arroyo La Flecha                                            | N-620                  |
|           |         | 130A      |                                                                                        | Arroyo Ciguñuela                                            |                        |
|           |         | 134       | Puente Duero Tudela de Duero                                                           | Puente Duero Tudela de Duero                                | CL-600                 |
|           |         | 135       | Simancas Geria                                                                         | Simancas Geria                                              |                        |
|           |         | 137       | urbanización Panorama                                                                  | urbanización Panorama                                       |                        |
|           |         |           |                                                                                        |                                                             |                        |
|           |         | 139       | Geria                                                                                  | Geria                                                       |                        |
|           |         | 142       | Villamarciel Velliza                                                                   | Villamarciel Velliza                                        |                        |
|           |         | 145       | San Miguel del Pino                                                                    | San Miguel del Pino                                         |                        |
|           |         | 148       | urbanización El Montico                                                                | urbanización El Montico                                     |                        |
|           |         | 151       | Tordesillas Medina del Campo - Madrid                                                  |                                                             | A-6                    |
|           |         | 152-153   | Benavente - La Coruña                                                                  | Medina del Campo - Madrid                                   | A-6                    |
|           |         | 155       |                                                                                        | Benavente - La Coruña pol. industrial                       | A-6                    |
|           |         | 155-156   | Zamora - Portugal                                                                      | Zamora - Portugal Tordesillas                               | E-82 A-11 N-122        |
|           |         | 157       | Tordesillas Nava del Rey                                                               | Tordesillas                                                 |                        |
|           |         |           | área de descanso                                                                       | área de descanso                                            |                        |
|           |         | 158       |                                                                                        | Nava del Rey                                                | VP-8801                |
|           |         | 163       | Pollos                                                                                 | Pollos                                                      | N-620 VA-610           |
|           |         | 169       |                                                                                        |                                                             |                        |
|           |         |           | área de descanso                                                                       | área de descanso                                            |                        |
|           |         | 177       | Siete Iglesias Nava del Rey                                                            | Siete Iglesias Nava del Rey                                 |                        |
|           |         | 181       | Alaejos                                                                                | Alaejos                                                     | N-620                  |
|           |         | 184       |                                                                                        | Vadillo de la Guareña Alaejos                               | VA-602 N-620           |
|           |         |           |                                                                                        |                                                             |                        |
|           |         | 195       | Castrillo de la Guareña Fuentelapeña                                                   | Castrillo de la Guareña Fuentelapeña                        | N-620                  |
|           |         | 203       | Cañizal Parada Fuentesauco                                                             | Cañizal Parada Fuentesauco                                  | CL-605                 |
|           |         |           |                                                                                        |                                                             |                        |
|           |         | 205       |                                                                                        | Cañizal Parada Fuentesauco                                  | N-620                  |
|           |         | 210       |                                                                                        | Parada de Rubiales                                          |                        |
|           |         | 214       | Aldeanueva de Figueroa                                                                 | Aldeanueva de Figueroa                                      | DSA-671                |
|           |         | 219       | Pajares La Orbada                                                                      | Pajares La Orbada                                           | N-620                  |
|           |         | 225       | Pedrosillo La Vellés Gomecello                                                         | Pedrosillo La Vellés Gomecello                              | DSA-660 SA-601         |
|           |         | 228       | Castellanos de Moriscos                                                                |                                                             | N-620                  |
|           |         | 231       |                                                                                        | Moriscos Castellanos de Moriscos                            | DSA-631                |
|           |         | 234       | Salamanca pol. ind. Los Villares                                                       |                                                             | N-620                  |
|           |         | 235A      |                                                                                        | Castellanos de Moriscos                                     | N-620                  |
|           |         | 235B      |                                                                                        | Salamanca pol. ind. Los Villares                            | N-620                  |
|           |         | 238       | Salamanca - Villares de la Reina Zamora Zamora                                         | Salamanca - Villares de la Reina Zamora                     | SA-11 A-66 N-630       |
|           |         | 239       |                                                                                        | Zamora                                                      | A-66                   |
|           |         | 240       | Salamanca Villamayor                                                                   | Salamanca Villamayor                                        | SA-300                 |
|           |         | 243       | Salamanca (Oeste)                                                                      | Salamanca (Oeste)                                           |                        |
|           |         | 244AB-244 | Cáceres Madrid Salamanca (Sur) Vitigudino                                              | Cáceres Madrid Salamanca (Sur) Vitigudino                   | E-803 A-66 A-50 CL-517 |
|           |         | 252       | urbanizaciones (T.M. Galindo y Perahuy) área de descanso                               | urbanizaciones (T.M. Galindo y Perahuy) área de descanso    | N-620                  |
|           |         | 258       | Barbadillo Calzada de Don Diego                                                        |                                                             | N-620                  |
|           |         | 260       |                                                                                        | Barbadillo Calzada de Don Diego                             | N-620                  |
|           |         | 269       | Quejigal Robliza de Cojos                                                              | Quejigal Robliza de Cojos                                   | N-620 SA-211           |
|           |         | 275       | Aldehuela de la Bóveda Garcirrey                                                       | Aldehuela de la Bóveda Garcirrey                            | DSA-304 DSA-416        |
|           |         | 282       | San Muñoz                                                                              | San Muñoz                                                   | DSA-307                |
|           |         |           | Área de descanso                                                                       | Área de descanso                                            |                        |
|           |         | 293       | La Fuente de San Esteban Cabrillas                                                     | La Fuente de San Esteban Cabrillas                          | SA-315 SA-215          |
|           |         | 297       | Martin de Yeltes                                                                       | Martin de Yeltes                                            | N-620                  |
|           |         | 309       | Sancti-Spiritus                                                                        | Sancti-Spiritus                                             | N-620                  |
|           |         | 312       | Sancti-Spiritus polígono industrial                                                    | Sancti-Spiritus polígono industrial                         | N-620                  |
|           |         | 315       | Bocacara Valdecarpinteros                                                              | Bocacara Valdecarpinteros                                   | SA-213                 |
|           |         |           | área de descanso                                                                       | área de descanso                                            |                        |
|           |         |           | área de descanso                                                                       | área de descanso                                            |                        |
|           |         | 325       | Ciudad Rodrigo (Este)                                                                  | Ciudad Rodrigo (Este)                                       | N-620                  |
|           |         | 327       | Ciudad Rodrigo Béjar                                                                   | Ciudad Rodrigo Béjar                                        | SA-220                 |
|           |         | 332       | Ciudad Rodrigo Ituero de Azaba Cáceres                                                 | Ciudad Rodrigo Ituero de Azaba Cáceres                      | N-620 SA-200 CL-526    |
|           |         | 339       | Carpio de Azaba                                                                        | Carpio de Azaba                                             | N-620                  |
|           |         | 344       | Espeja Gallegos de Argañán                                                             | Espeja Gallegos de Argañán                                  | N-620                  |
|           |         | 352       | Fuentes de Oñoro                                                                       | Fuentes de Oñoro                                            | N-620                  |
|           |         | 355       | Fuentes de Oñoro Vilar Formoso Aldea del Obispo                                        | Fuentes de Oñoro Vilar Formoso Aldea del Obispo             | DSA-470                |
|           |         |           | Fin de la Autovía de Castilla Continúa por Portugal Aveiro - Vilar Formoso por la A 25 | Comienzo de la Autovía de Castilla                          | A-62                   |
|           |         |           | BEIRA Almeida A 25                                                                     |                                                             |                        |